# 龙子湖区全民健身中心
龙子湖区全民健身体育中心建于2016年，是安徽省蚌埠市龙子湖区的一座综合性体育中心。龙子湖区全民健身中心占地面积40.49亩，建筑面积8147平方米，建筑主体以绿白两色为主基调，并镶嵌玻璃幕墙。

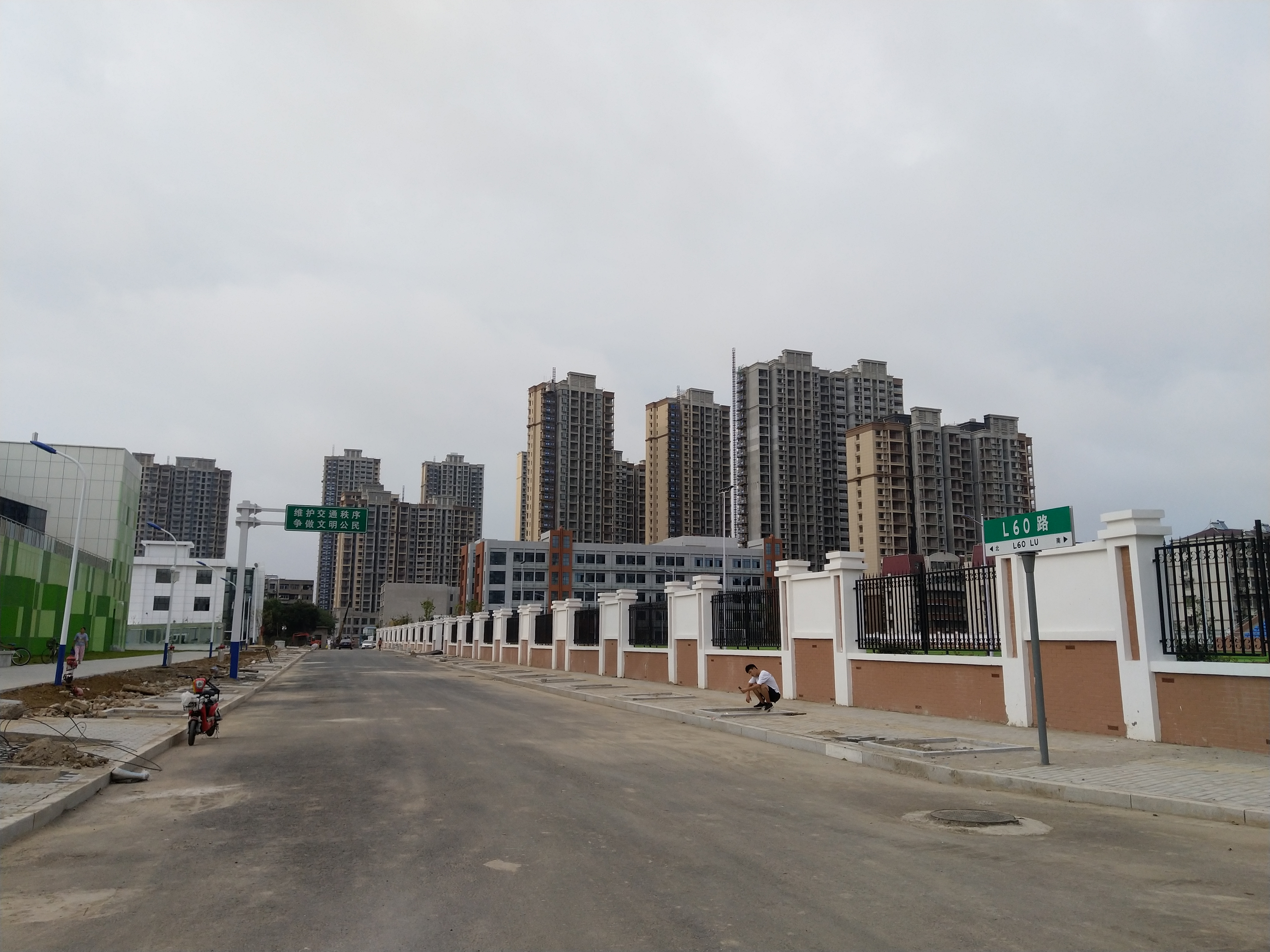
健身中心东侧车辆入口

## 构造
龙子湖区全民健身体育中心包括多功能馆、400米标准田径场等，其中主体建筑构造为：
- 1F：门厅、综合球类大厅（可举行篮球、羽毛球、排球等球类比赛，共312个坐席）、乒乓球大厅、更衣室、器材储藏、消防控制室
- 2F：器械健身区、阅览室、培训教室、体育指导中心
- 3F：器械健身区、办公区[1]

此外，全民健身体育中心还设有一座400米8条跑道的露天田径运动场，场内为一个标准足球场和一个半场篮球场，看台可容纳472名观众。田径场下设置一座游泳池。

## 承办赛事
- 2018年安徽省第十四届运动会

## 相关链接
- 禹会区全民健身体育中心
- 蚌埠体育中心

## 资料来源
1. ↑  . 安徽网. 2018-07-16  [2018-07-24].[永久]
2. ↑  苗成韬. . 蚌埠新闻网. 2018-07-26  [2018-07-27]. （原始内容存档于2018-07-27）.

32°56′57.82″N 117°23′58.49″E / 32.9493944°N 117.3995806°E